# Бруни, Лаврентий Васильевич
Лаврентий Васильевич Бруни (род. 11 сентября 1961, Москва) — российский художник.

## Биография
Родился в Москве, член знаменитой художественной династии Бруни. О принадлежности к семьи в интервью он говорит: «Ответственность — это комплекс, от которого я избавился. Я даже подписываюсь: Лаврентий Б. К Бруни это не имеет никакого отношения. Я начинаю свою историю. Мне не интересно быть чьим-то внуком или правнуком. Я прочел у своего дедушки [прим. на самом деле дяди Ивана Бруни] фразу: „Пращуры и сама фамилия — это очень тяжелое бремя. И довольно трудно через это перешагнуть“. Сначала я удивился, а потом понял, что он имеет в виду, и сразу для себя это отрезал. (…) И я постарался прекратить все разговоры, что я художник из-за фамилии. Но если уже есть такая семейная традиция, то никуда от неё и не денешься. Так или иначе — приходится считаться…»
В 1979—1981 году проходил службу в советской армии в парадных войсках Таманской дивизии.
В 1983—1984 годах учился в Московском государственном художественном институте им. Сурикова, в мастерской плаката, вольноприходящим учеником по живописи.
С 1986 года решает брать уроки живописи в студии Юнуса Каримова (классический рисунок), где занимается до 1989 года. Одновременно снимает мастерские и занимается творческими поисками в графике, живописи, акварели.
Начинает рисовать большие букеты цветов, которые со временем становятся визитной карточкой художника.
С 1987 года некоторое время был близок к кругу московских концептуалистов работал в сквоте на проспекте Калинина вместе с Марией Серебряковой, Анатолием Журавлевым, Вячеславом Пономаревым, однако в итоге решил отойти от этого направления.
:Женился на Полине Бруни, в браке с которой состоит по настоящее время. В семье пятеро детей: Мика, Фёдор, Эмилия, Василий и Ева.
В 1994 году стал членом Московского Союза художников в недавно созданной «секции современного искусства» вместе с Виноградовым, Дубосарским и т. п..
В 2003 году создал Московский Клуб рисовальщиков, в следующем году журнал «Афиша» написал темпераментную рецензию на посещение этого клуба. Клуб, принять участие в уроках которого мог кто угодно, просуществовал более десяти лет. Он был первым в своем роде и повлек множество подражаний в Москве. Выставки-продажи клуба в неформальной обстановке проходил в Парке Горького, Московской обсерватории, различных кафе.
В 2003 году Фаина Балаховская о нём пишет: «Лаврентий Бруни, должно быть, самый модный сейчас художник в Москве».
Провёл более десятка персональных выставок в разных странах мира. Подолгу работал во Франции, Испании, Швейцарии, и других европейских странах, трижды принимал участие в ярмарке Tefaf. Выставлялся в Китае, Гонконге, Японии.
Работы Лаврентия Бруни находятся в различных музеях и частных коллекциях мира, продавались на Sotheby’s.

### Характеристика творчества
Сквозные темы художника — цветы, ню, которые сам художник расценивает как воплощение образа красоты; а также балет, как одну из форм красоты.
Эти темы стали его визитной карточкой на современном российском арт-рынке: «Уже много лет Лаврентий Бруни изображает исключительно роскошные цветы и обнаженных женщин. Вместе и по отдельности. Искусно и внятно. Элегантно и без пошлости. На бумаге, холстах и тарелках. В формате небольшом, большом и даже очень большом. Акварелью, сангиной, маслом», пишет арт-критик. Сам он об этом рассказывает: «В искусстве я ценю свободу. Изображая цветы, я ощущаю больше свободы, чем, например, когда работаю с натуры — с балетом или с ню. Цветы у меня всегда из головы, откуда-то изнутри. Только сейчас я стал пробовать брать их с натуры, вернее, соединять прежний опыт свободы с натурой».
Бруни работает в классическом жанре станковой живописи, «ни к одному из модных нынче течений в искусстве не примыкает: не замечен ни в видеоарте, (…) ни в фотографии». При этом Бруни иногда создает инсталляции: в рамках выставки «Любовники Клавы» это была инсталляция «Любовник» — испачканные краской башмаки, поставленные на свежелакированную паркетную доску, на «Арт-поле» выставил ландшафтную скульптуру «Снегопад» (2003—2005) в виде гигантских снежинок-противотанковых ежей, Также есть объекты — живопись на фарфоре.
Характеристики его стиля, по собственным словам, «простота и мастерство».
Бруни активно работает с натуры: «Его нимало не смущает, что навыки натурного рисования сегодня не только утрачиваются, но и расцениваются как безнадежно устаревший метод, чуть ли не как вызов господствующим тенденциям».
«Самое важное в искусстве — это чувство. Пока я ещё не очень этим владею. Но конечная цель — добиться того, чтобы от работы шел свет и чувство. И это все ещё впереди» — Лаврентий Бруни.
Бруни любит большой формат (от 1-2 метров). В 2021 году Бруни рассказывал о том, как это стало его фирменным приемом: «[я] делал огромные букеты, когда ещё ни у кого не было больших квартир. И у всех, кто видел, возникал шок: „Класс! Супер! (…)“ Тогда это искусство выглядело совершенно некоммерческим, зато буквально расширяло сознание у людей. Это был образ преувеличенного романтизма, движение в сторону современного искусства».
О его работах критики и журналисты пишут: «Лаврентий Бруни избрал для себя вожделенное кладбище мужских фантазий» (О. Шишкин, «НГ»), его называют «королем русского ню». В 2003 году сообщается, что он «смог успешно встроить себя в контекст современного российского искусства. По информации сайта радиостанции „Эхо Москвы“ его экспозицию содержала каждая ярмарка „АРТ-Манеж“». Он «играет в современные игры: расписывает своими цветами глянцевые обложки журнала Playboy и куски руинированного паркета, участвует в модных выставках в правильных компаниях. Сочетание модного образа и культурной крови оказалось настолько удачным, что без ревности Лаврентия Бруни любят все: и продвинутые и коммерческие галереи, и высоколобые эстеты, и „попса голимая“».
«На первый взгляд Лаврентий Бруни — это салонный художник со всеми признаками „пленника красоты“. (…) Самая знаменитая артистическая фамилия Бруни (…) сковывает по рукам и ногам. Либо вслед за дедом ты продолжаешь восседать в Академии художеств, либо пытаешься бежать в любую сторону. Лаврентий предпочел остаться в искусстве, но сделал очень хитрый ход: в своих работах отказался от речи, от историй, от намеков на проповедь или исповедь. И с этим жестом отвержения высокой государственной риторики оказался в галерейном стане», пишет о нём Сергей Соловьев («Новые Известия»). «Его взгляд на мир как на прекрасный покрытый цветами луг, по которому ходят обнаженные женщины, близок сердцу зрителя, измученного заморочками актуального искусства и дикостью современного отечественного реализма», отмечает Фаина Балаховская, она считает, что ему свойственен «раскованный антифеминистский пафос». Ирина Кулик пишет: «Бруни тщательно охраняет оазис этакой чистой красоты — на грани салона и китча, время от времени придумывая какие-то фишки, оправдывающие эту ничем не замутненную красоту». Также отмечают «строгость рисунка, артистизм и элегантность, всегда узнаваемый художественный почерк семейства Бруни, который, похоже, передается по наследству (…) Бруни уходит в кажущийся академизм „ню“ от радикализма contemporary art, отрицающего ясность и выучку» (Н. Филатова, «Итоги»).  Кулик подытоживает: «критики уже не могут принять картины Бруни как есть, то бишь как просто декоративную живопись, и начинают думать, с чем бы его сравнить: то ли с „Цветами“ Энди Уорхола, то ли с живописью по битым тарелкам Джулиана Шнабеля, то ли с постмодернистским сладчайшим китчем Джеффа Кунса». Сам Бруни в интервью The Artnewspaper Russia рассказывает: «Вообще-то я из традиционной живописи делал и делаю вполне актуальную».

## Список выставок
- 1991 — Международный центр культуры и гуманитарного сотрудничества «На Остожье», Москва
- 1992 — «Без названия». Галерея «Велта», ЦДСА, Москва
- 1993 — Городской музей, Шуя
- 1995 — «Графика Лаврентия Бруни». Галерея «Вместе». Центральный дом художника, Москва
- «Парадный букет». Галерея «Moscow Fine Art», Москва[22]
- 2008 — «Балет». Особняк Муравьёвых-Апостолов, Москва[23]
- 2010 — «Когда цветут сады». Галерея Полины Лобачевской, Москва
- 2011 — Галерея «Артвера», Женева, Швейцария[24].
- 2012 — «La Marche des Fleurs», Gallery Harter, Nice, France
- 2013 — «Febrary» — Gallerie Rosa Asora, Moscow
- 2014 — «Le Songe d’une nuit d’été» — Gallery Artvera’s, Geneve, Suisse
- 2015 — Selected Works — Chelsea Flower Show, London, England
- 2015 — «Doucha», Karuizawa New Art Museum, Karuizawa, Japan
- 2016 — Selected Works — Hakusasonso Art and Garden Museum, Kyoto, Japan
- 2016 — «Darwin’s Tree» , Charles Darwin Center, Darwin, Australia
- 2017 — Selected Works, La Biennale Paris, Grand Palais, Paris, France
- 2017 — Selected Works from Gimel Collection, Matsuzakaya Museum, Nagoya, Japan
- 2017 — «Road to China. Artworks from Lavrenty Bruni», Poly Art Museum, Beijing. China
- 2018 — «Road to China. Artworks from Lavrenty Bruni», Poly Art Space, Hong Kong
- 2018 — Selected Works, The European Fine Art Fair (TEFAF), Maastricht, Holland
- 2018 — «Two Springs». Poly Art Space, Hong Kong
- 2018 — Selected Works. PAD London, England
- 2019 — Selected Works, The European Fine Art Fair (TEFAF), Maastricht, Holland
- 2019 — Selected Works, PAD Monaco. Monaco
- 2019 — Selected Works, PAD London. United Kingdom
- 2021 — «Spring Wind», Gallery Espace L, Geneva Switzerland[25][26][27]

- 1991
  - Весенняя выставка. Международная ассоциация художников и графиков, Манеж, Москва
  - «Новеченто». L Галерея. Центральный дом художника, Москва
  - Выставочный зал Фонда Культуры, Москва
- 1992
  - Выставка произведений художников — потомков российского дворянства. Центральный дом литератора, Москва
  - «Натюрморт». Галерея «Велта», ЦДСА, Москва
  - Конкурс «Золотая кисть» (II премия). Центральнный дом художника, Москва
  - Выставка графики. Музей экслибриса, Москва
  - Выставочный центр. Йоханнесбург, ЮАР
- 1993
  - Посольство ФРГ, Москва
  - «АРТ МИФ 3». Галерея «ZERO». Манеж, Москва
- 1994
  - «Visio Beatifica». L Галерея, Москва
  - «Летние каникулы». Галерея «Moscow Fine Art», Москва
  - Майская выставка Союза художников. Дом художника на Кузнецком мосту, Москва
  - «Пограничные зоны искусства». Фестиваль современного искусства. Художественный музей, Сочи
  - «Сон серебряного века». Галерея «ZERO». Центральный дом художника, Москва
- 1995
  - «Графический базар». Галерея «Вместе». Центральный дом художника, Москва
  - «Благотворительный аукцион в пользу ожогового центра детской больницы № 9. Современная русская живопись и графика». Сотбис, «АРТ МИФ». Гостиница Метрополь, Москва
  - «Художник и модель». Галерея «Moscow Fine Art», Москва[22]
- 2005
  - «Восемь». Галерея «Moscow Fine Art», Москва
- 2007
  - «Подарки к Рождеству». Галерея «Moscow Fine Art», Москва[28]